# حزب اتحاد الرشاد اليمني
اتحاد الرشاد اليمني  تنظيم سياسي يمني توجهه سلفي ، برئاسة ابو بصير العامري، تم إشهاره الأحد 15 يوليو 2012 حيث حصل على تصريح رسمي بمزاولة نشاطه من لجنة شؤون الأحزاب والتنظيمات السياسية في 24 يونيو 2012 ، وذلك بعد استكماله كافة إجراءات ووثائق وطلبات التأسيس، وفقاً لقانون الأحزاب والتنظيمات السياسية رقم (66) لسنة 1991، ولائحته التنفيذية. ، الأمين العام للحزب ابو عبيدة الحميقاني .

## المبادئ
ترتكز رؤية ومبادئ "اتحاد الرشاد السلفي"، وفقا لرئيسه محمد بن موسى العامري، على "تحكيم الشريعة الإسلامية وإصلاح المجتمع وتحقيق نهضة اليمن". و يؤكد الحزب أن هدفه العمل على أن تكون الشريعة الإسلامية هي المرجعية المطلقة والحاكمة للدولة والمجتمع في كل الشؤون والمجالات وأن تستأنف الحياة الإسلامية في مختلف ميادين الحياة"، وكذا "إقامة الشورى وتعزيز ممارستها".

## الأهداف
أعلن الحزب عن أهدافه التالية:
1. العمل على أن تكون الشريعة الإسلامية هي المرجعية المطلقة والحاكمة للدولة والمجتمع في كل الشؤون والمجالات وأن تستأنف الحياة الإسلامية في مختلف ميادين الحياة.
2. إقامة الشورى وتعزيز ممارستها.
3. السعي إلى إقامة العدل في الدولة والمجتمع.
4. تجسيد حق الأمة في امتلاك قراراها.
5. تحقيق سيادة الدولة وسيطرتها على جميع أراضيها.
6. تحقيق المشاركة الفاعلة في العملية السياسية بجميع مناحيها وتفعيل العمل الجماهيري من اجل الإسهام بفاعلية في بناء حاضر ومستقبل اليمن المنشود.
7. تعزيز الوحدة بين مكونات المجتمع ومعالجة القضايا التي تهددها.
8. وتحقيق استقلال القرار السياسي ورفض التدخل الأجنبي بكل صورة.
9. العمل على بناء وترسيخ دولة المؤسسات على أسس علمية حديثة .
10. بناء قوات الجيش والأمن على أسس الكفاءة والمهارة من جميع مناطق اليمن وتأهيلها إيمانياً ووطنيا وماديا لحماية الدين والوطن والشعب فضلا عن تحقيق الحياة الكريمة لأبناء الشعب اليمني والعناية بالشباب والأسرة وترشيد دور القبيلة اليمنية للمحافظة على أعرافها الحميدة والقضاء على عاداتها السلبية في إطار الشرع والقانون.